# Jean Bernard (Priester)
Jean Bernard (* 13. August 1907 in Luxemburg; † 1. September 1994 ebenda) war ein luxemburgischer Priester, auf dessen authentischem Bericht Pfarrerblock 25487 aus dem Konzentrationslager Dachau der Film „Der neunte Tag“ von Volker Schlöndorff beruht.

## Leben
Jean Bernard wurde 1907 als sechstes von zehn Kindern einer wohlhabenden Luxemburger Kaufmannsfamilie geboren. Er studierte an der Universität Löwen und am Luxemburger Priesterseminar Theologie und Philosophie und wurde 1933 zum Doktor der Philosophie promoviert. Seit 1934 leitete er das internationale Sekretariat des katholischen Verbandes der Filmschaffenden (französisch Organisation Catholique Internationale du Cinéma, OCIC) in Brüssel. Nach der Auflösung des katholischen Filmbüros durch die Gestapo im Juni 1940 organisierte er die Rückkehr luxemburgischer Familien in die Heimat, die vor den deutschen Truppen nach Frankreich geflohen waren.
Kurz darauf, am 6. Januar 1941, wurde er als Vertreter des Luxemburger katholischen Widerstandes gegen die deutsche Besatzung verhaftet und nach Gefängnisaufenthalten in Luxemburg und Trier für 18 Monate in das Konzentrationslager Dachau verschleppt. Vermutlich durch die Bemühungen seines Bruders bei einflussreichen Stellen der deutschen Besatzung in Paris wurde er zunächst auf Urlaub und schließlich am 5. August 1942 aus dem KZ Dachau entlassen. Über seine Erfahrungen im Lager schrieb er nach seiner Freilassung das Buch Pfarrerblock 25487, das die Leiden der Häftlinge unter den SS-Schergen beschreibt.
Nach dem Krieg wurde Bernard als Monsignore in verschiedene hohe Positionen der katholischen Kirche Luxemburgs berufen und erhielt zahlreiche Auszeichnungen und Ehrentitel. Er verstarb am 1. September 1994.
Bernards autobiographische Schilderung „Pfarrerblock 25487“ bildete die Vorlage für den Spielfilm Der neunte Tag von Volker Schlöndorff (Deutschland/Luxemburg 2004). Er thematisiert den neuntägigen Heimaturlaub Bernards vom KZ im Februar 1942.

## Schriften
- L’homme primitif à la lumière de l’ethnologie moderne, 1937 (frz.; auf dt.: Der primitive Mensch im Licht der modernen Ethnologie)
- Pfarrerblock 25487, autobiografischer Bericht in Tagebuchform, erschienen zunächst 1945 als Feuilleton-Folgen im Luxemburger Wort und bei Editions Saint Paul, Luxemburg 2004, 208 Seiten. ISBN 2-87963-286-2, davor bei andern Herausgebern, z. B. dem Anton Pustet Verlag, München 1962, sowie als Pfarrerblock Dachau 1941, 1942, Berchmans, München 1984